# Титан (сімейство ракет-носіїв)
«Тита́н» (англ. Titan) — сімейство американських військових баллістичних ракет і ракет-носіїв на їх основі. Початковий розробник — Martin Marietta. Ракети-носії «Титан» використовувалися з 1959 року. Було створено кілька модифікацій (Titan I-Titan IV, з їх варіантами). Найважча версія носія (Titan IV) могла доставити на низьку навколоземну орбіту корисний вантаж масою в 21600 кг. Ракети-носії цього сімейства використовувалися для виведення на орбіту різних штучних супутників Землі, автоматичних міжпланетних станцій, пілотованих кораблів серії Gemini. Остання ракета була запущена 19 жовтня 2005. Виробництво було згорнуто на користь сімейства  «Атлас». Всього було запущено 368 ракет.

## Сімейство ракет-носіїв Титан

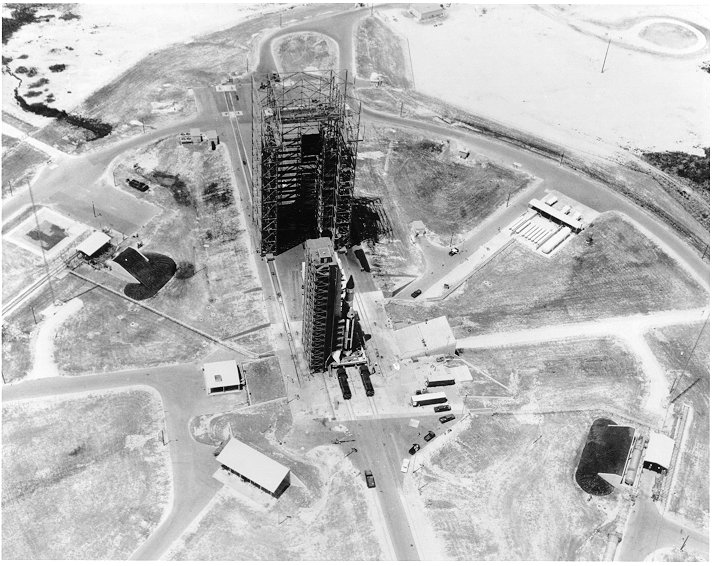
Комплекс для запуску ракети «Титан-3»

- Титан-1
- Титан-2
- Титан-3
- Титан-4